# Gathetus melanocerus
Gathetus melanocerus là một loài tò vò trong họ Ichneumonidae.